# Большой пожар в Торонто

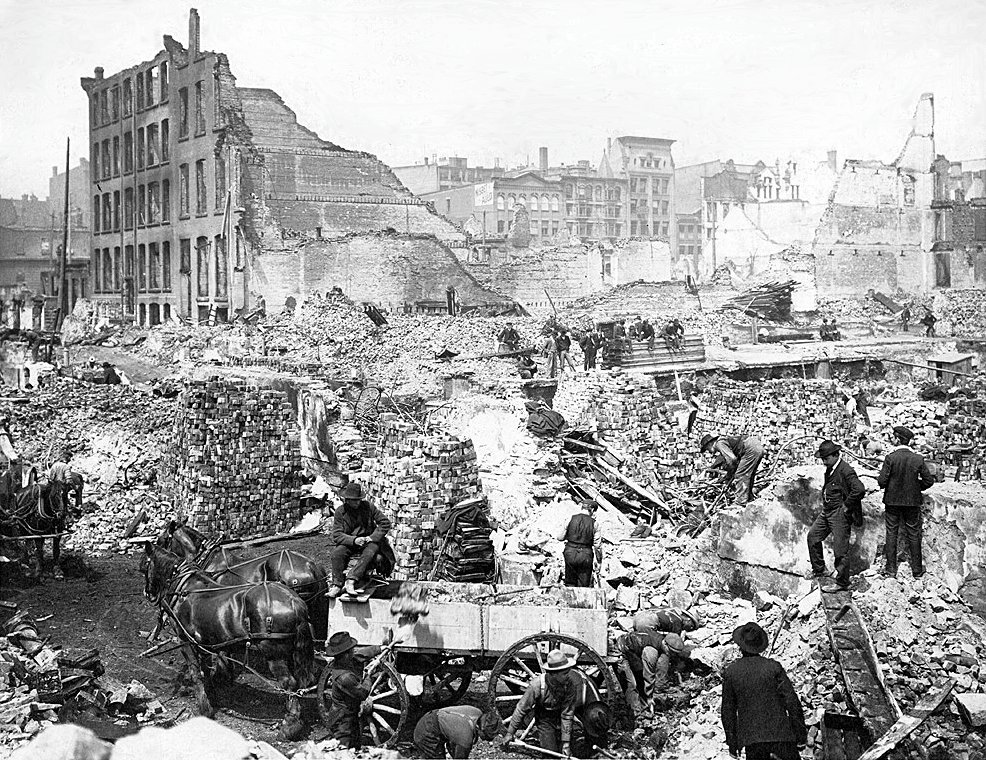
Фотография одной из улиц Торонто после пожара.

Большой пожар в Торонто, уничтоживший большую часть центра города, случился в Торонто, Онтарио, Канада 19 апреля 1904 года.
Первый огонь был обнаружен констеблем уличного патруля в 20:04. Пламя поднималось над шахтой лифта фабрики одежды по адресу Западная Веллингтон улица, дом 58, западнее улицы Бэй. Фабрика была расположена в центре большого промышленного и торгового района. Точная причина пожара не была установлена, но предполагается неисправность печи или проблемы с электричеством .
Пожар начался в 19 часов вечера и продолжался девять часов, пока не был взят под контроль. Свет пожара был виден на многие километры. Пожарные из соседних Гамильтона, Буффало (США) и других городов пришли на помощь в тушении. Битва с огнём была затруднена сильным ветром и отрицательной температурой. Температура в ту ночь была приблизительно −4 градуса Цельсия с ветром больше 10м/с и снегом .
Пожар уничтожил 104 здания, но никто не погиб. Ущерб оценивается в 10 350 000 канадских долларов, пять тысяч человек остались без работы в городе с 200 тысячами жителей . В результате пожара были пересмотрены правила безопасности и расширена пожарная служба.
Это был самый большой пожар в истории города. Предыдущий большой пожар произошел 7 апреля 1849 года . Тогда сгорело много городских кварталов, так как здания в городе были в основном деревянные.

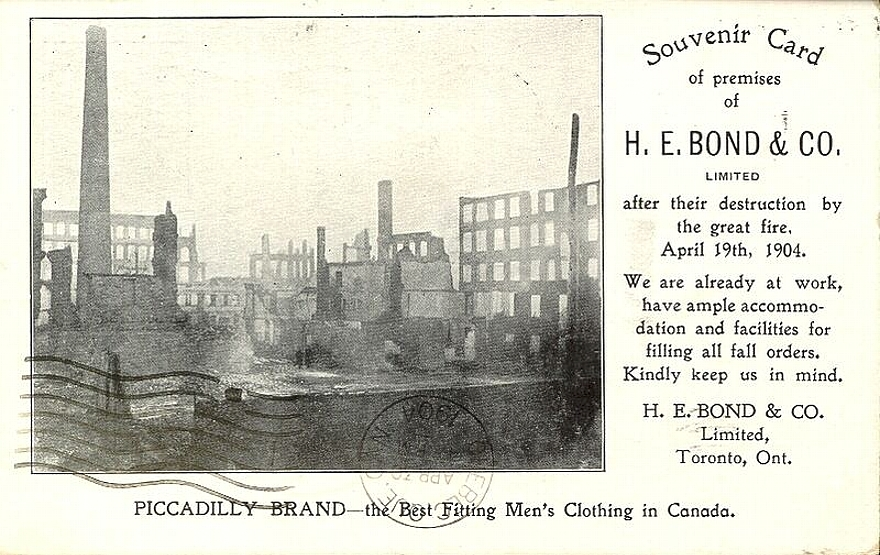
Памятная открытка